# Demetric Bennett
Demetric Bennett (Albany, 25 giugno 1985) è un ex cestista statunitense, professionista in Polonia, Italia e Francia.